# 巴尔若勒
巴尔若勒（法語：Barjols，法語發音：[baʁʒɔl]）是法国普罗旺斯-阿尔卑斯-蓝色海岸大区瓦尔省的一个市镇，属于布里尼奥勒区。

## 地理
巴尔若勒（43°33'29"N, 6°0'27"E）面积30.06 平方千米，位于法国普罗旺斯-阿尔卑斯-蓝色海岸大区瓦尔省，该省份为法国东南部沿海省份，北起上普罗旺斯阿尔卑斯省，西北角与沃克吕兹省接壤，西接罗讷河口省，南濒地中海，东临滨海阿尔卑斯省。
与巴尔若勒接壤的市镇（或旧市镇、城区）包括：塔韦讷、布吕-欧里亚克、沙托韦尔、蓬特韦斯、瓦拉日。

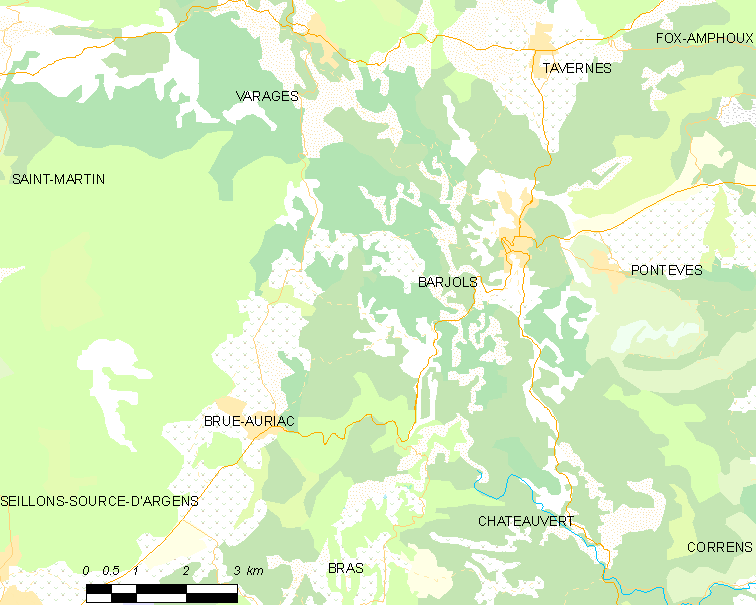
巴尔若勒的OSM定位图

巴尔若勒的时区为UTC+01:00、UTC+02:00（夏令时）。

## 行政
巴尔若勒的邮政编码为83670，INSEE市镇编码为83012。

## 政治
巴尔若勒所属的省级选区为圣马克西曼-拉圣博姆县。

## 人口

1962-2008年间巴尔若勒人口变化图示

巴尔若勒于2022年1月1日时的人口数量为2995人。